# Poa celebica
Poa celebica är en gräsart som beskrevs av Jan Frederik Veldkamp. Poa celebica ingår i släktet gröen, och familjen gräs. Inga underarter finns listade i Catalogue of Life.